# Împărat al Indiei

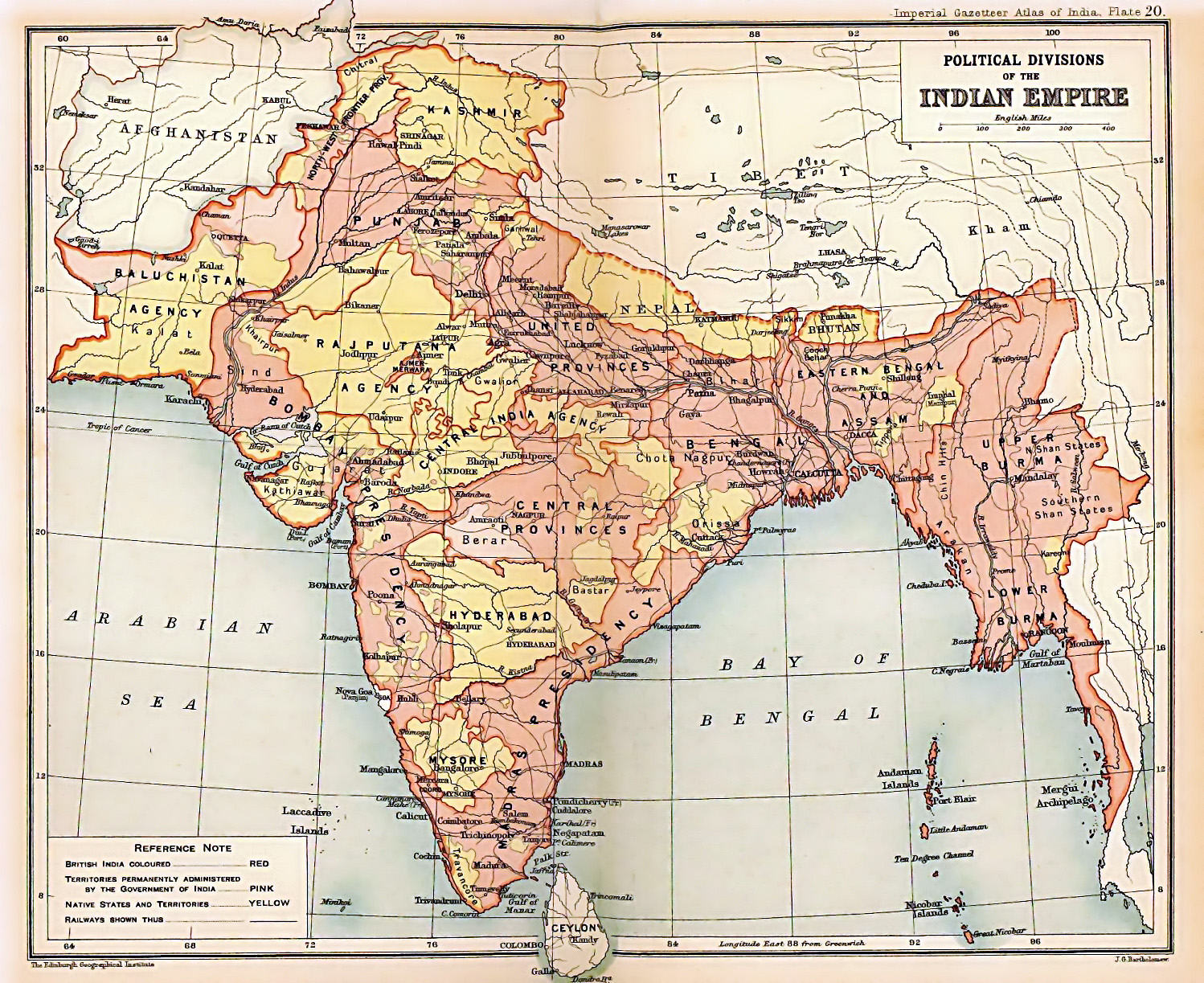
Harta Indiei Britanice (1909).

Împărat al Indiei este un titlu ce a fost folosit de monarhii britanici în timpul Indiei Britanice. Alteori, sintagma de împărat al Indiei este folosită pentru alți împărați indieni, cum ar fi împăratul Așoka al Dinastiei Maurya sau împăratul Jalaluddin Muhammad Akbar al Imperiului Mogul. Împăratul Așoka a folosit ca titlu cuvântul "Samrat", care înseamnă "împărat" în sanscrită și în alte limbi indiene. Titlul de împărat al Indiei a fost folosit timp de câteva săptămâni în anul 1857 de ultimul împărat al Imperiului Mogul, Bahadur Shah al II-lea , până a fost capturat de britanici. 

## Bahadur Shah al II-lea

Bahadur Shah al II-lea

Deși dinastia Mughal a domnit peste cea mai mare parte din subcontinentul indian începând cu secolul 16, ei au folosit pentru conducător titlul Badishah (Badishah sau Badshah), ce înseamnă "Marele Rege" sau "Regele Regilor", oarecum aproape de titlul de împărat. În timpul rebeliunii indiene din 1857, rebelii l-au proclamat pe Bahadur Shah al II-lea ca "Badishah-e-Hind" (Împăratul Indiei). Britanicii au înăbușit revolta, l-au capturat pe Bahadur Shah și l-au exilat la Rangoon, Birmania în anul 1858, astfel dinastia Imperiului Mogul a luat sfârșit. 

## Monarhii britanici

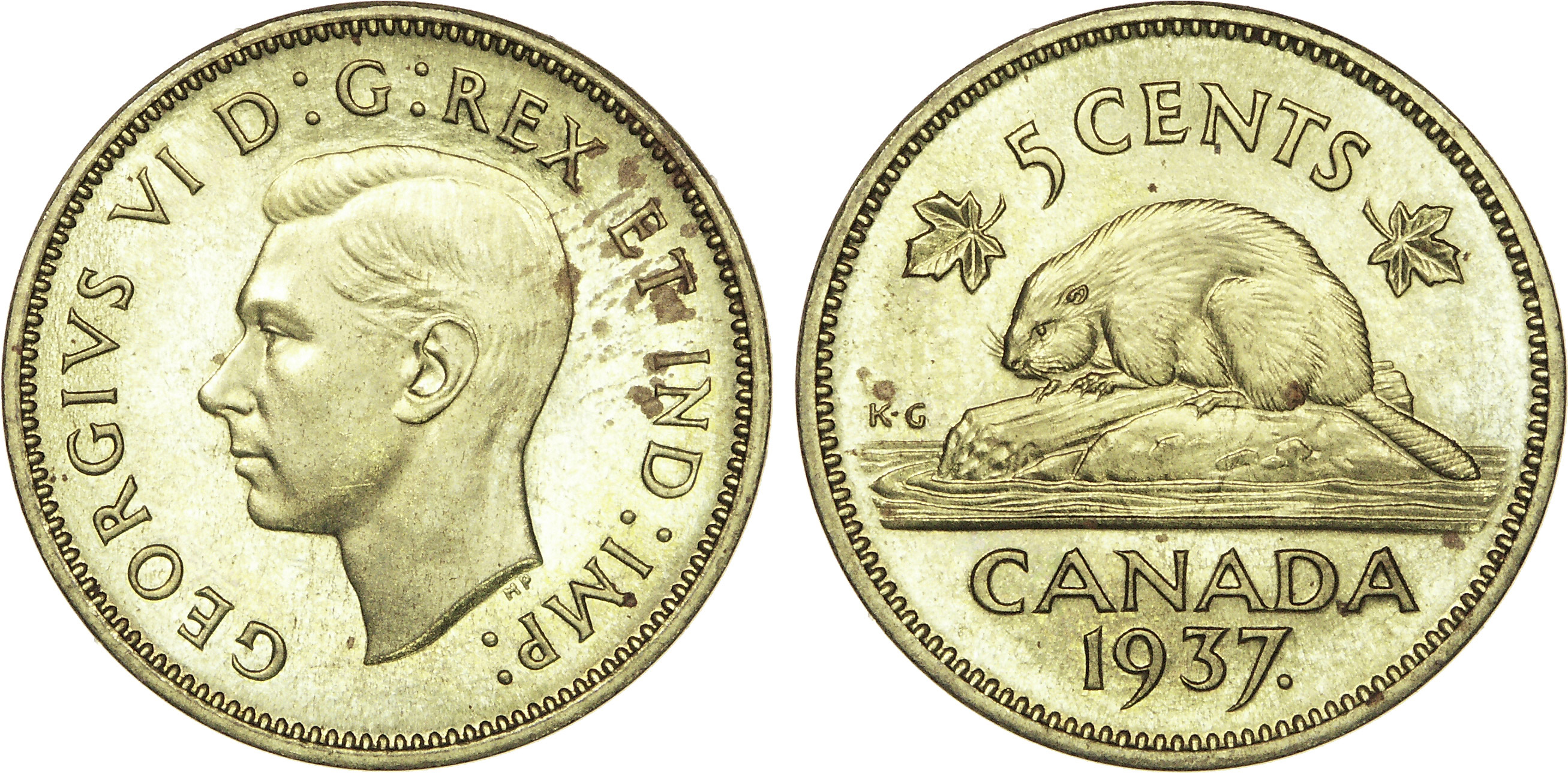
Monezile Imperiului Britanic includeau inscripția "Ind. Imp. ", de exemplu, această monedă canadiană.

După ce Bahadur Shah al II-lea  a fost detronat de Compania Britanică a Indiilor de Est și însuși ea a fost dizolvată 1 ianuarie 1874, titlul de împărăteasă a Indiei a fost preluat de Regina Victoria. 
Când Victoria a murit, iar fiul ei, Edward al VII-lea a urcat pe tron, el a preluat titlul de „Împărat al Indiei”. Titlul s-a transmis pe cale ereditară, dar și reginele consort au fost numite împărătese ale Indiei, sau regine-împărătese. 
Titlul a fost folosit și după ce India a devenit independentă (15 august 1947), fiind abandonat în mod oficial pe data de 22 iunie 1948, cu toate că  George al VI-lea a continuat să fie rege al Indiei până ce aceasta a devenit republică în 1950.  
Când semnau în numele lor pentru afacerile indiene, monarhul britanic au folosit inițialele RI (Rex/Regina Imperator/Imperatrix) sau abrevierea Ind.  Imp.  (Indiae Imperator/Imperatrix) după numele lor (regina-împărăteasă Victoria a folosit inițialele RI, iar cele trei împărătese consort de după ea au folosit pur și simplu R).  

## Lista împăraților Indiei
| Imagine | Nume                   | Data nașterii     | Data morții      | Începutul domniei | Sfârșitul domniei                          | Note | Soție/Soț                              |
| ------- | ---------------------- | ----------------- | ---------------- | ----------------- | ------------------------------------------ | --- | -------------------------------------- |
|         | Bahadur Shah al II-lea | 24 octombrie 1775 | 7 noiembrie 1862 | 11 mai 1857       | 14 septembrie 1857                         | Titlu asumat în timpul războiului de independență.                                                                  | Ashraf Mahal Akhtar Mahal Zeenat Mahal |
|         | Victoria               | 24 mai 1819       | 22 ianuarie 1901 | 1 mai 1876        | 22 ianuarie 1901                           | Proclamată împărăteasă a Indiilor pe data de 1 mai 1876 (in Regatul Unit) și pe data de 1 ianuarie 1877 (în India). | Prințul Albert de Saxa-Coburg și Gotha |
|         | Eduard al VII-lea      | 9 noiembrie 1841  | 6 mai 1910       | 22 ianuarie 1901  | 6 mai 1910                                 | Fiul reginei Victoria.                                                                                              | Alexandra a Danemarcei                 |
|         | George al V-lea        | 3 iunie 1865      | 20 ianuarie 1936 | 6 mai 1910        | 20 ianuarie 1936                           | Fiul lui Eduard al VII-lea.                                                                                         | Mary de Teck                           |
|         | Eduard al VIII-lea     | 23 iunie 1894     | 28 mai 1972      | 20 ianuarie 1936  | 11 decembrie 1936 (abdicat)                | Fiul lui George al V-lea. A abdicat pentru a se căsători cu Wallis Simpson.                                         | Necăsătorit în timpul domniei.         |
|         | George al VI-lea       | 14 decembrie 1895 | 6 februarie 1952 | 11 decembrie 1936 | 15 august 1947 (doar ca împărat al Indiei) | Fratele lui Eduard al VIII-lea. Tatăl fostei regine a Regatului Unit, Elisabeta a II-a.                             | Elizabeth Bowes-Lyon                   |

- Notă: Sunt listați doar monarhii britanici ce au moștenit tronul. Titlul de împărat/împărăteasă al Indiei a fost purtat și de prinții/prințesele consort.